# USS Wautauga (AOG-22)
USS Wautauga (AOG-22) – amerykański tankowiec typu Mettawee z okresu II wojny światowej.
Stępkę jednostki, pod oznaczeniem MC hull 791 i nazwą "Conroe", położono 14 czerwca 1943 w stoczni Todd-Galveston Dry Dock Co. w Galveston (stan Teksas). Zwodowano go 10 stycznia 1944, matką chrzestną była E. R. Cox. Jednostka została przerobiona na żądanie US Navy przez Todd-Houston Shipbuilding Corp. i weszła do służby 28 września 1944 w Galveston, pierwszym dowódcą został Lt. Robert E. McAllister, USNR.

## Służba w czasie II wojny światowej
Po odbyciu dziewiczego rejsu "Wautauga" wyszedł w rejs 20 października w kierunku zachodniego wybrzeża USA. Przez tydzień przebywał w rejonie Strefy Kanału Panamskiego zanim wznowił podróż. Przez San Diego popłynął na Hawaje. Dotarł do Pearl Harbor 2 grudnia i dołączył do Service Squadron 8.

### Operacje na Pacyfiku
"Wautauga" pozostał w Pearl Harbor do końca 1944. 13 stycznia 1945 wyszedł w rejs na zachodni Pacyfik. Do Eniwetok dotarł 12 dni później. Dalej popłynął 7 lutego i na Saipan dotarł 11 lutego. Tam pozostał pełniąc służbę zaopatrzeniową i transportową do 22 maja. Wraz z konwojem SIW 29 przetransportował ładunek petrochemiczny do Iwo Jimy, docierając tam 25 maja. Pozostał tam przez sześć dni, po czym wrócił na Saipan wraz z konwojem IWS 22.
Kontynuował służbę na Saipanie pomiędzy czerwcem 1945 a marcem 1946. W międzyczasie odbył dwa kolejne rejsy zaopatrzeniowe na Iwo Jimę, dwa na Marcus i jeden na Guam. Wrócił do Pearl Harbor 23 kwietnia i pozostawał tam, pełniąc lokalne zadania zaopatrzeniowe, do 26 października. Wtedy wyruszył z transportem benzyny lotniczej i smarów do Canton Island. Do Pearl Harbor wrócił 26 listopada. Zabrał ładunek benzyny i ropy i ruszył przez atol Palmyra i Guam w kierunku Filipin.

## Wycofanie ze służby
Do Manili dotarł 25 marca 1947. Wypłynął do Subic Bay 1 kwietnia, gdzie dotarł 2 kwietnia. Tam rozpoczął prace deaktywacyjne. Został wycofany ze służby 26 kwietnia 1947. 15 czerwca 1948 został przekazany marynarce Republiki Chińskiej. Skreślono go z listy jednostek floty 13 lipca 1948. Służył jako "Yu Chuan" (AO-303) do złomowania przez Marynarkę Wojenną Tajwanu w 1959.